# 口碑网
口碑网是中国专注于生活服务领域的网络平台。

## 历史
口碑网成立于2004年6月，2008年6月与中国雅虎进行整合，成立雅虎口碑网。2009年8月，阿里巴巴集團将口碑网从雅虎中国剥离出来，注入淘宝网。